# Controversia por la clave de cifrado AACS
La controversia por la clave de cifrado de AACS comenzó en abril de 2007 cuando la Motion Picture Association of America y la Advanced Access Content System License Authority (AACS LA) publicó noticias acerca de páginas web que mostraban un número hexadecimal de 16 bytes, 09 F9 11 02 9D 74 E3 5B D8 41 56 C5 63 56 88 C0, que supuestamente podría emplearse para saltar la protección DRM de los HD DVD y los Blu-ray . La polémica se encendió a primeros de mayo de 2007, cuando el portal de noticias sobre tecnología Digg recibió la noticia y posteriormente eliminó varios artículos sobre el tema y baneó a los usuarios que reincidían enviando esa información.
Dado que la clave de cifrado no es un código ejecutable, pero sí parte de una posible violación de la legalidad, se le ha tratado como un número primo ilegal. Mucha gente opuesta a la expansión de los llamados "derechos de propiedad intelectual" critica las razones de la prohibición o apropiación de un número en concreto, el cual podría ser controlado tan solo por un grupo o persona. Alegan que al ser un número no puede ser propiedad de nadie.

## Cronología
Los discos HD DVD y Blu-ray incorporan una tecnología de protección contra copias especificada por AACS. El 26 de diciembre de 2006, una persona que usaba el alias muslix64 publicó un programa llamado BackupHDDVD y el respectivo código fuente, que permiten descifrar eficazmente la protección AACS, en el foro de Internet del sitio web doom9.org. El programa es una herramienta que permite descifrar el contenido protegido por AACS si se conoce la clave de cifrado. El usuario sostenía haber hallado claves de título y de volumen en memoria al reproducir discos HD DVD usando un reproductor por software, y que hallarlas no era tarea difícil.
El 2 de enero de 2007 muslix64 publicó una nueva versión del programa, con soporte para claves de volumen. Los detalles acerca de cómo hallar otras claves de título y de volumen fueron revelados el 12 de enero de 2007 por otros miembros del foro de doom9.org, quienes también habían hallado las claves de varias películas en la RAM al ejecutar el reproductor WinDVD.
Cuando se descubre que una clave en concreto ha sido comprometida, el sistema AACS tiene un mecanismo de revocación que permite anularla, lo cual habría sido aplicado a WinDVD Los reproductores comprometidos aún pueden usarse para ver títulos viejos, pero no para nuevas películas sin clave de cifrado para tales reproductores. Si se quiebra la protección en otros reproductores, las subsecuentes revocaciones obligarían a los usuarios legítimos de reproductores comprometidos a actualizar o reemplazar el software o el firmware de sus reproductores para lograr ver títulos nuevos.
Alrededor del 13 de enero de 2007 se publicó en pastebin.com una clave de título en forma de adivinanza. Esta fue resuelta entrando las palabras en el buscador Google. Al convertir los resultados en hexadecimal se recuperaba una clave correcta. Más tarde ese mismo día, el primer HD DVD "crakeado", Serenity, fue subido a un tracker privado de BitTorrent. El 26 de enero de 2007 la AACS LA confirmó que las claves de título de ciertos DVD de alta definición habían sido publicadas sin autorización.
El 11 de febrero de 2007 el usuario arnezami de los foros de doom9.org halló y publicó la luego famosa "processing key" 09 F9 11 02 9D 74 E3 5B D8 41 56 C5 63 56 88 C0 de AACS. Esta clave no se halla restringida a un dispositivo de reproducción o título de DVD.
El 4 de marzo de 2007, el usuario jx6bpm de los foros de doom9.org sostuvo haber revelado la clave del PowerDVD de Cyberlink, y que esta era la empleada por AnyDVD.
El 16 de abril de 2007, la AACS LA anunció que había revocado las claves publicadas relacionadas con algunos reproductores por software de DVD de alta definición, los cuales no podrían reproducir discos cifrados con AACS fabricados a partir del 23 de abril de 2007. Esta acción no deshabilitaba la clave "09 F9".

## Las notificaciones de DMCA y Digg
El 17 de abril de 2007, AACS LA comenzó a emitir notificaciones de violación de la DMCA, enviadas por Charles S. Sims de la firma Proskauer Rose, en un aparente intento de suprimir la publicación de la clave de cifrado. La notificación contiene la clave de cifrado en uno de los URLs del que se alega contiene material ilegal, lo que haría que la publicación de la notificación misma fuese una posible violación de la DMCA en Estados Unidos. A continuación, docenas de notificaciones fueron enviadas a varios sitios web alojados en los Estados Unidos.
El 1 de mayo de 2007, en respuesta a una notificación sobre violación de la DMCA, el sitio de noticias sobre tecnología Digg comenzó a retirar las entradas que contenían la clave o aludían a ella, cerrando las cuentas que crearon esas entradas. La comunidad de Digg reaccionó creando una inundación de "posts" que contenían la clave, muchos de ellos usando formas creativas de insertar el número en forma indirecta o semidirecta, tales como canciones o imágenes (ya sea representado pictóricamente los dígitos o representándolos directamente de la clave como colores) o en "merchandise". Se llegó a un punto en que "la totalidad de la página principal de Digg quedó cubierta con enlaces al código HD DVD o con referencias anti-Digg" 
Finalmente los administradores de Digg reconsideraron su posición, declarando: 

Pero ahora, después de ver centenares de historias y leer millares de comentarios, ustedes lo han dejado claro. Ustedes preferían que Digg cayera peleando antes que inclinarse ante una compañía más grande. Los oímos, y con efecto inmediato no borraremos más historias o comentarios que contengan el código y haremos frente  a cualquier consecuencia que surja.

Abogados y otros representantes de la industria del entretenimiento, incluyendo a Michael Avery, uno de los abogados de Toshiba, expresaron sorpresa por la decisión de Digg, pero sugirieron que una demanda contra Digg podría simplemente esparcir más extensamente la información.

Si intentas mantener aquello a lo que consideras que tienes derecho, y debido a ello acabar aun peor, ese es un concepto interesante

## Otros sitios web

Los usuarios de Internet comenzaron a hacer circular versiones de esta imagen, llamándola una Bandera de la Libertad de Expresión, en entradas de blogs y como avatares de usuarios en foros como Digg. Los valores hexadecimales de los componentes RGB de los colores codifican la clave.

Como respuesta a los eventos ocurridos en Digg y la llamada a “difundir el número”, la clave fue inmediatamente publicada en miles de páginas a través de internet. Como en el caso de la controversia DeCSS, la clave se ha difundido ampliamente en varias formas, incluso como vídeos musicales en YouTube, fotografías retocadas, y camisetas. Hacia la tarde del martes 1 de mayo de 2007, la búsqueda en Google de la clave arrojaba 9,410 resultados, mientras que la misma búsqueda arrojaba a la mañana siguiente cerca de 300.000 resultados. El viernes, la BBC informaba que la búsqueda en Google mostraba una lista de 700.000 páginas que publicaban la clave.
Wikipedia también se ha visto involucrada en el embrollo. La clave misma, así como también los detalles han sido difundidos a través de internet, añadidos a cientos de páginas de varias Wikipedias. Algunos artículos fueron restringidos para evitar las ediciones en un esfuerzo de prevenir la publicación de la clave, además la clave se añadió al filtro de spam de Wikimedia.

## Impacto
Estos sucesos se parecen al llamado efecto Streisand, en el que los intentos de censura hechos por los responsables de Digg mediante el borrado de artículos y por todo internet mediante el uso de notas de aviso de violación de DMCA, han causado que la gente responda mediante desobediencia civil y la publicación de la clave de cifrado. La atención de los medios de comunicación incluyen especulaciones sobre el desarrollo en sitios web particulares, la percepción sobre la aceptación de la DRM, y la responsabilidad legal de sitios cuyo contenido es generado por sus usuarios.
Los medios de comunicación al principio intentaron evitar nombrar la clave en sí. Sin embargo, varias agencias de noticias han publicado historias que contienen la clave, citando su uso en Digg, aunque ninguna que se sepa ha recibido notificaciones de la DMCA como resultado. La emisora Current TV emitió la clave durante una historia sobre el incidende en Digg durante la tarde del 4 de mayo, que mostraba el número a toda pantalla durante varios segundos, además el reportaje está en la web de la emisora.

### Reacción de la AACS LA
Por el momento la AACS LA no ha emitido ningún comunicado al respecto en su sitio web. Sin embargo BBC News ha citado a un ejecutivo de AACS diciendo que los blogueros "han cruzado la línea" y que estaba buscando "herramientas legales y técnicas" para enfrentarse a aquellos que publiquen la clave y que los sucesos relacionados con Digg le dan "un interesante nuevo giro."